# Nina Zilli
Maria Chiara Fraschetta, mer känd under sitt artistnamn Nina Zilli, född 2 februari 1980 i Piacenza, är en italiensk sångerska.

## Karriär
Nina Zilli föddes i den italienska staden Piacenza och växte upp i Gossolengo, nio kilometer sydväst om staden. Hon tillbringade sin barndom i Irland. Hon började göra sångframträdanden redan som barn och när hon var 13 år började hon studera operasång. År 1997 startade hon bandet The Jerks. Efter gymnasiet bodde hon två år i USA, både i Chicago och New York.
Hon började sin karriär som programledare för TV-programmet Roxy Bar år 2000. Hon var även VJ på MTV Italien år 2001. Hon gick med i bandet "Chiara e gli Scuri" som bildats år 2000 och då bandet fick skivkontrakt släppte de singeln "Tutti al mare". Bandet arbetade på ett album som dock aldrig släpptes efter att problem uppstått mellan bandet och skivbolaget.
Hon återvände år 2009 och valde artistnamnet Nina Zilli, en blandning mellan hennes mammas efternamn och sångerskan Nina Simones förnamn. Den 28 juli 2009 släppte hon sin debutsingel "50mila" som hon sjöng tillsammans med Giuliano Palma. En version av låten där endast hon själv sjunger släpptes även senare. Den 11 september 2011 släppte hon sin självbetitlade debut-EP genom skivbolaget UMG. Den nådde plats 54 på Italiens albumlista. Hon släppte även låten "L'inferno" som singel från sin EP i september 2009 och senare även "L'amore verrà", en cover på låten "You Can't Hurry Love".
År 2010 deltog hon i San Remo-festivalen med sin fjärde singel "L'uomo che amava le donne". Hon gjorde sitt första framträdande med låten den 18 februari och tog sig till final. Hon tog emot flera priser vid festivalen och singeln certifierades senare guld. Låten kom även med på hennes debutalbum Sempre lontano som släpptes den 19 februari. Senare samma år, den 30 november, släpptes en ny version av albumet som även innehöll hennes femte singel "Bacio d'a(d)dio". Den 18 februari 2011, ett år efter albumet släppts, certifierades det platinum i Italien för att ha sålt fler än 60 000 exemplar.
Den 15 februari 2012 släpptes hennes andra studioalbum L'amore è femmina efter att hon åkt på en utsåld turné.

### Eurovision
Den 18 februari 2012 blev hon, vid San Remo-festivalen där hon framfört låten "Per sempre", utvald till att representera Italien i Eurovision Song Contest 2012 i Baku i Azerbajdzjan. Hon blev uppropad på scenen av Eldar Qasımov och Nigar Dzjamal, vinnarna av Eurovision Song Contest 2011. Det var först inte klart om hon skulle framföra "Per sempre" eller någon annan låt i Baku. I början av mars meddelades det att hon skulle framföra en omgjord version av "Per sempre". Den 13 mars meddelades det dock att hon egentligen skulle framföra "L'amore è femmina" i Baku. Där gjorde hon sitt framträdande i finalen den 26 maj. Efter att alla 42 länder röstat stod det klart att hon hamnat på 9:e plats av 26 tävlande bidrag och totalt fått 101 poäng.

## Diskografi

### Album
- 2010 – Sempre lontano
- 2012 – L'amore è femmina

### EP
- 2009 – Nina Zilli

### Singlar
- 2009 – 50mila (med Giuliano Palma)
- 2009 – L'inferno
- 2009 – L'amore verrà
- 2010 – L'uomo che amava le donne
- 2010 – Bacio d'a(d)dio
- 2012 – Per sempre
- 2012 – L'amore è femmina